# WR 17 "De Tijd"

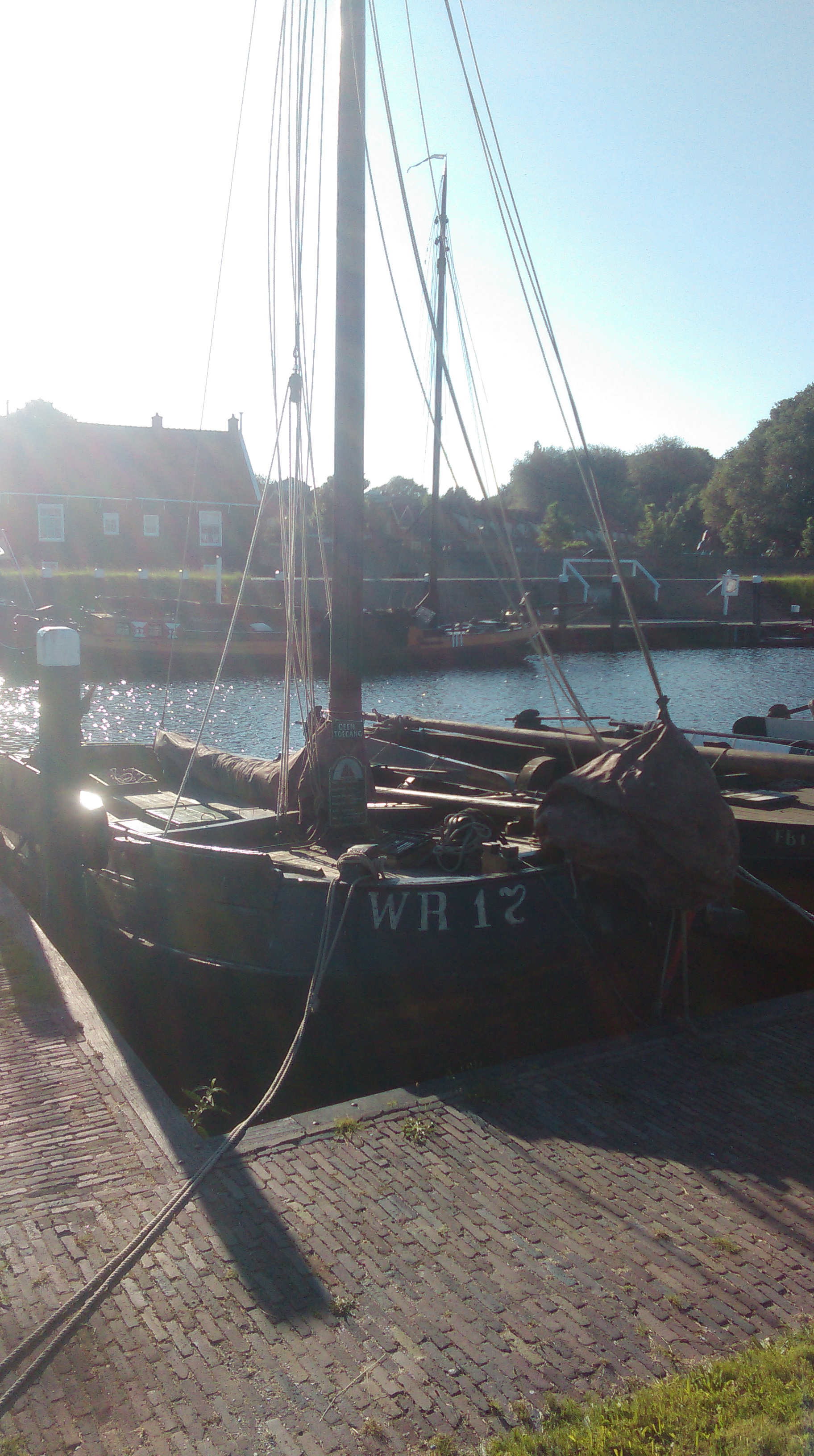

WR 17 "De Tijd" voorheen de WR 174 is een Wieringer aak uit 1903, gebouwd op de scheepswerf Wijbrands te Hindeloopen in opdracht van E. Wagemaker uit Den Oever op het voormalige eiland Wieringen. De aak werd in juni 2019 in de Markerhaven van het Zuiderzeemuseum te Enkhuizen gelegd, waar het een onderdeel werd van de permanente tentoonstelling. Eerder was de aak ander particulier eigendom. 
Het schip meet 11,17 bij 4,10 meter met een diepgang van slechts 50 cm en daarmee uiterst geschikt voor getijdenvissen. Voor de drooglegging van de Zuiderzee is de Wieringer 17 ook vaak gebruikt om wier te maaien. De aak is tot 1964 in de beroepsvaart geweest en daarna voor recreatieve visserij ingezet. In 1965 is de aak voorzien van een Mercedes-Benz OM636.